# Пишля (река)
Пи́шля — река в России, протекает в Рузаевском районе Республики Мордовия. Устье реки находится в 135 км от устья Инсар. Длина реки составляет 27 км, площадь водосборного бассейна 133 км². В 12 км от устья принимает слева реку Сюкся.
Исток реки находится в Шишкеевском лесу западнее деревни Булгаки в 18 км к северо-западу от центра Рузаевки. Река течёт на юго-восток, протекает деревни и сёла Булгаки, Мордовская Пишля, Быковка, Боголюбовка, Татарская Пишля. Притоки — Пайгарма (правый), Сюкся (левый). В нижнем течении течёт по территории города Рузаевка, где и впадает в Инсар.
Название происходит от мокшанского «пяше-ляй» — липовый овраг, липовая речка.

## Данные водного реестра
По данным государственного водного реестра России относится к Верхневолжскому бассейновому округу, водохозяйственный участок реки — Алатырь от истока и до устья, речной подбассейн реки — Сура. Речной бассейн реки — (Верхняя) Волга до Куйбышевского водохранилища (без бассейна Оки).
По данным геоинформационной системы водохозяйственного районирования территории РФ, подготовленной Федеральным агентством водных ресурсов:
- Код водного объекта в государственном водном реестре — 08010500212110000038307
- Код по гидрологической изученности (ГИ) — 110003830
- Код бассейна — 08.01.05.002
- Номер тома по ГИ — 10
- Выпуск по ГИ — 0